# ウィリアム・ヘインズ (オーストラリアの政治家)
オーストラリアの植民地出身のウィリアム・クラーク・ヘインズ（William Clark Haines、1810年1月10日 - 1866年2月3日）は、初代ビクトリア州首相である。
内科医ジョン・ヘインズの息子としてロンドンで生まれ、チャーターハウス・スクールとゴンヴィル・アンド・キーズ・カレッジで内科学を専攻して卒業した。のちに数年間、外科医に従事した。1835年、メアリー・デュガードと結婚し9人の子どもを設けた。
1841年、ヘインズはポート・フィリップ特別区（現在のビクトリア州）に移住し、ジーロングに落ち着いた。この地域で外科医に従事するだけでなく穀物も栽培した。1851年にビクトリア州上院（その頃は議員選挙区制、組織任命制）議員に指名され、1853年にはグランソン特別区で当選した。1854年から1855年まで植民地担当大臣を務めた。政治的にはビクトリア州の土地の大半を所有する不法定住者に対抗する小規模な農家に相当していた。
1855年にビクトリア州が責任政府の座を最大限手にした際、ヘインズは政府のリーダーであった。1855年11月28日に初代ビクトリア州首相と官房長官に任命され1857年3月11日まで務めた。1856年11月にはサウス・グラント選挙区選出のビクトリア州上院議員に選出され、1857年4月から1858年3月まで再び首相に任命された。その後、3年間に渡り欧州各国を訪問した。1860年、1864年まで在籍したポートランド選挙区に議席を移した。1861年11月14日から1863年6月27日まで第3次ジョン・オシャナシー内閣において財務相を務めた。1865年8月から没する1866年2月まで、再度ビクトリア州東部地域選出の上院議員を務めた。
歴史学者のレイモンド・ライトはヘインズを無愛想で真面目という「実直な農民」タイプであり、「極めて悪い自分の弁論を大いに楽しんだ」人物であると称した。首相としての主な関心事は自治を行う前に植民地担当高官により作成されたビクトリア州の憲法を民主化することにあり、主に不法定住者階級の利益を保護するためであった。議会の拡張、選挙区の再編成、投票権者と候補者の財産資格撤廃などを盛り込んだ法案が提出されたが、不安定な議会状況により彼の任期は早々に終わりを告げた。